# 超級願望！
《超級願望！》（日语：ベストウイッシュ！）是日本配音員松本梨香及奧井亞紀的音樂單曲。於2010年11月24日由PIKACHU RECORDS發售。

## 概要
本單曲為松本梨香自以來，睽違2年1個月再度推出的音樂單曲。除了收錄主題曲外，還包括了動畫的其中4首原聲音樂。
A面曲〈超級願望！〉是動畫《寵物小精靈：超級願望》的第1首片頭曲，在2010年9月23日播出的動畫第1話登場。是松本相隔1年零4個月後，再次主唱的寵物小精靈相關歌曲。松本前張參與的小精靈動畫系列歌曲是2009年的〈ハイタッチ!2009/もえよ ギザみみピチュー!〉（以「小智」名義），而上一次主唱的系列主題曲是2006年推出的〈衝刺！／我，不會輸的！～小遙的主題曲～〉。
B面曲〈心的號角曲〉是同一動畫的第1首片尾曲，於動畫第1話至第25話播放。這首歌是奥井亞紀首次主唱的小精靈動畫系列片尾曲。

## 收錄內容
＊#5－8作曲：宮崎慎二
1. 超級願望！（ベストウイッシュ！） ［04:03］
作詞：戶田昭吾；作曲：田中宏和；編曲：小谷野謙一；和聲效果：河野陽吾；和聲：河野陽吾、Nob；結他：小川悦司；主唱：松本梨香
東京電視台動畫《寵物小精靈：超級願望》片頭曲
電影《神奇寶貝劇場版：比克提尼與黑英雄 捷克羅姆/白英雄 雷希拉姆》片頭曲
2. 心的號角曲（心のファンファーレ） ［03:35］
作詞：BW Project；作曲：田代智一；編曲：後藤康二（PIKACHU RECORDS）；主唱：奥井亞紀
東京電視台動畫《寵物小精靈：超級願望》片尾曲
3. 超級願望！（卡拉OK版）（ベストウイッシュ！（オリジナルカラオケ）） ［04:03］
4. 心的號角曲（卡拉OK版）（心のファンファーレ（オリジナルカラオケ）） ［03:35］
5. BEST WISHES TV BGM-M01（ベストウイッシュTV BGM-M01） ［01:34］
6. BEST WISHES TV BGM-M02（ベストウイッシュTV BGM-M02） ［00:37］
7. BEST WISHES TV BGM-M03（ベストウイッシュTV BGM-M03） ［01:43］
8. BEST WISHES TV BGM-M04（ベストウイッシュTV BGM-M04） ［01:14］

## 翻唱
- 〈神奇大地〉：吳若希，為無綫電視動畫《寵物小精靈：超級願望》粵語主題曲。翻唱自。新城勁爆兒歌頒獎禮2011勁爆兒歌得獎歌曲之一[2]